# Fritz Löwe
Fritz Löwe (* 1. September 1874 in Leipzig; † 4. März 1955, eigentlich Karl Friedrich Löwe) war ein deutscher Physiker und Spezialist für Optik bei Carl Zeiss in Jena.

## Leben
Löwe studierte ab 1894 in Leipzig und Berlin Physik, Mathematik, Chemie und Geologie und wurde 1898 in Leipzig promoviert (Experimental-Untersuchung über elektrische Dispersion einiger organischer Säuren, Ester und von zehn Glassorten) und war danach Assistent am Physikalischen Institut. Ab 1899 war er bei Carl Zeiss, wo er zunächst in Feinmechanik und Optik auch in Hinblick auf handwerkliche Fertigkeiten eingearbeitet wurde. Ab 1904 leitete er einen Teil der Abteilung Meßinstrumente. 1914 bis 1918 leistete er Wehrdienst im Ersten Weltkrieg. 1927 bis 1954 war er Leiter der Abteilung Optische Meßgeräte bei Carl Zeiss in Jena. Ab 1945 hatte er auch einen Lehrauftrag für Physik an der Universität Jena und 1954 wurde er dort zum Professor ernannt. Er baute nach dem Zweiten Weltkrieg die Abteilung Meßgeräte bei Zeiss neu auf und erhielt dafür 1954 die Auszeichnung Hervorragender Wissenschaftler des Volkes. Er schrieb mehrere Kapitel im Handbuch der Physik von Geiger/Scheel. Im Jahr 1926 wurde er zum Mitglied der Leopoldina gewählt.

## Entwicklungen
Von ihm stammen eine ganze Reihe von Entwicklungen von optischen Messgeräten bei Zeiss: ein Gasinterferometer nach Löwe und Haber (1904), ein Gittermessspektroskop nach Löwe und Schumm 1936, ein Eintauchrefraktometer und Grubengasinterferometer (1926), ein Mach-Zehnder-Interferometer, ein Autokollimationsspektroskop, ein Handspektroskop (1906), ein Festarmiger Spektralapparat (1908),  ein Gitter-Handspektroskop (1929), ein Zuckerrefraktometer (1919), ein Betriebsrefraktometer (1931), ein Handrefraktometer, verschiedene Konimeter (1929), der UV-Spektrograph Q 12 und der Quarzspektrograph Qu 24 und ein Laboratoriums-Interferometer (1951).